# Dario Amodei

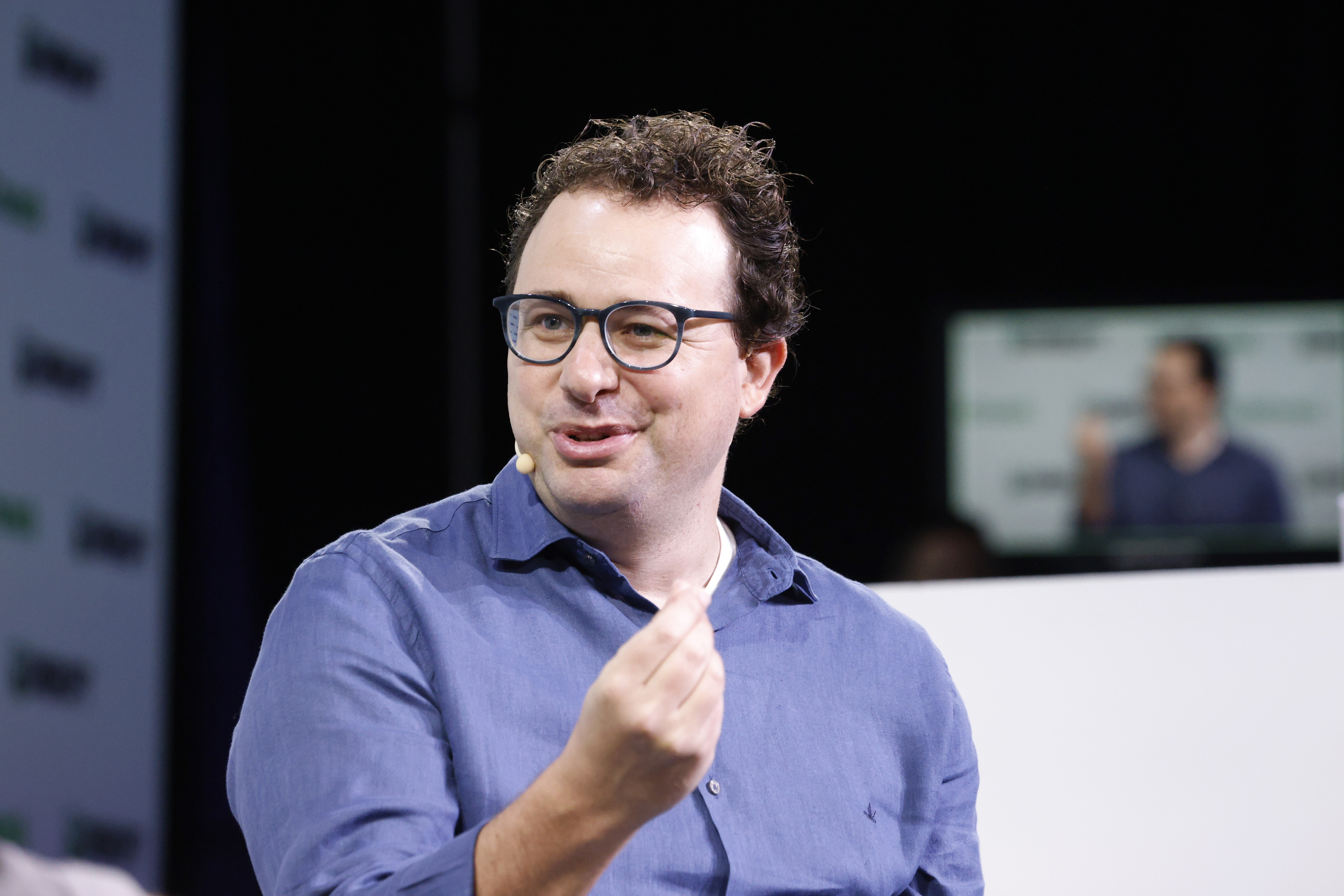
Dario Amodei (2023)

Dario Amodei (* 1983 in San Francisco) ist ein US-amerikanischer KI-Forscher und Unternehmer. Er ist Mitbegründer und CEO von Anthropic, dem Unternehmen hinter der Sprachmodellreihe Claude. Zuvor war er Forschungsdirektor bei OpenAI.

## Laufbahn
Dario Amodei wurde 1983 in San Francisco geboren. Seine Schwester Daniela Amodei ist vier Jahre jünger. Ihr Vater war Riccardo Amodei, ein italienischer Lederhandwerker. Ihre Mutter Elena Engel wurde in Chicago geboren und arbeitete als Projektmanagerin für Bibliotheken. Er besuchte die Lowell High School in San Francisco und studierte Physik am California Institute of Technology und der Stanford University. Außerdem promovierte er in Physik an der Princeton University. Der Name seiner Doktorarbeit von 2011 lautete Network-Scale Electrophysiology: Measuring and Understanding the Collective Behavior of Neural Circuits. Er war Postdoktorand an der Stanford University School of Medicine.
Von November 2014 bis Oktober 2015 arbeitete er bei Baidu. Danach arbeitete er für Google. Im Jahr 2016 trat Amodei OpenAI bei. 2021 verließ er OpenAI und gründete gemeinsam mit seiner Schwester Daniela das KI-Unternehmen Anthropic. Ihr Start-up wurde als halbgemeinnützige Public Benefit Corporation gegründet, da Amodei das Großinvestment von Microsoft in OpenAI ablehnte und einen stärkeren Fokus auf KI-Sicherheit legen wollte. Amodei hatte öffentlich immer wieder vor einem möglichen Missbrauch von KI gewarnt (z. B. für autonome Waffensysteme), so auch vor dem US-Senat im Juli 2023. Im November 2023 trat der Vorstand von OpenAI an Amodei heran, um ihm die Nachfolge von Sam Altman anzubieten und die beiden Unternehmen zu fusionieren. Amodei lehnte beide Angebote allerdings ab.
2025 wurde Amodei in der Time 100 der einflussreichsten Menschen der Welt gelistet. Im selben Jahr tauchte er mit einem geschätzten Vermögen von 1,2 Milliarden US-Dollar erstmals in der Milliardärsliste von Forbes auf. Sein Unternehmen Anthropic wurde Anfang 2025 mit 60 Milliarden US-Dollar bewertet.